# Wadicosa
Wadicosa là một chi nhện trong họ Lycosidae.

## Hình ảnh

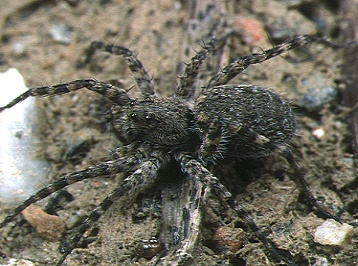